# Copac
Copac (ban đầu là từ viết tắt của Hợp tác Thư mục Truy cập Công cộng Trực tuyến) là một danh mục liên minh cung cấp truy cập miễn phí đến các thư mục trực tuyến hợp nhất của nhiều thư viện nghiên cứu lớn và thư viện chuyên ngành ở Vương quốc Anh và Ireland, cùng với Thư viện Anh, Thư viện Quốc gia Scotland và Thư viện Quốc gia Wales. Đến năm 2019, nó có hơn 40 triệu hồ sơ từ khoảng 90 thư viện, đại diện cho một loạt các tài liệu trong tất cả các lĩnh vực. Copac là hoàn toàn miễn phí và tiếp cận được cho tất cả mọi người, và được sử dụng rộng rãi, với người dùng chủ yếu đến từ các cơ sở giáo dục đại học ở Vương quốc Anh, nhưng cũng trên toàn thế giới. Copac được người dùng đánh giá cao như một công cụ nghiên cứu.
Copac có thể tìm kiếm thông qua trình duyệt web hoặc một trình máy khách client Z39.50. Nó cũng có thể truy cập thông qua các giao diện OpenURL và Search/Retrieve via URL (SRU). Các giao diện này có thể được sử dụng để cung cấp liên kết đến các mục trên Copac từ các trang web bên ngoài, chẳng hạn như những trang web được sử dụng trên trang web Viện Nghiên cứu Lịch sử của vương quốc Anh.
Copac từng là dịch vụ của Jisc được cung cấp cho cộng đồng Vương quốc Anh dựa trên thỏa thuận với Research Libraries UK (RLUK). Dịch vụ này sử dụng các hồ sơ do các thành viên của RLUK cung cấp, cũng như một loạt các thư viện chuyên ngành có bộ sưu tập có liên quan đến các đề tài nghiên cứu quốc gia. Danh sách đầy đủ các bên đóng góp có thể được tìm thấy, bao gồm Cơ quan Quốc gia Anh về Địa điểm Lịch sử hoặc Vẻ đẹp Tự nhiên, Vườn thực vật Hoàng gia Kew, thư viện Middle Temple và Thư viện Hội kỹ sư cơ khí (IMechE).
Vào tháng 7 năm 2019, Jisc đã thay thế COPAC bằng Library Hub Discover.